# 沙巴利諾區

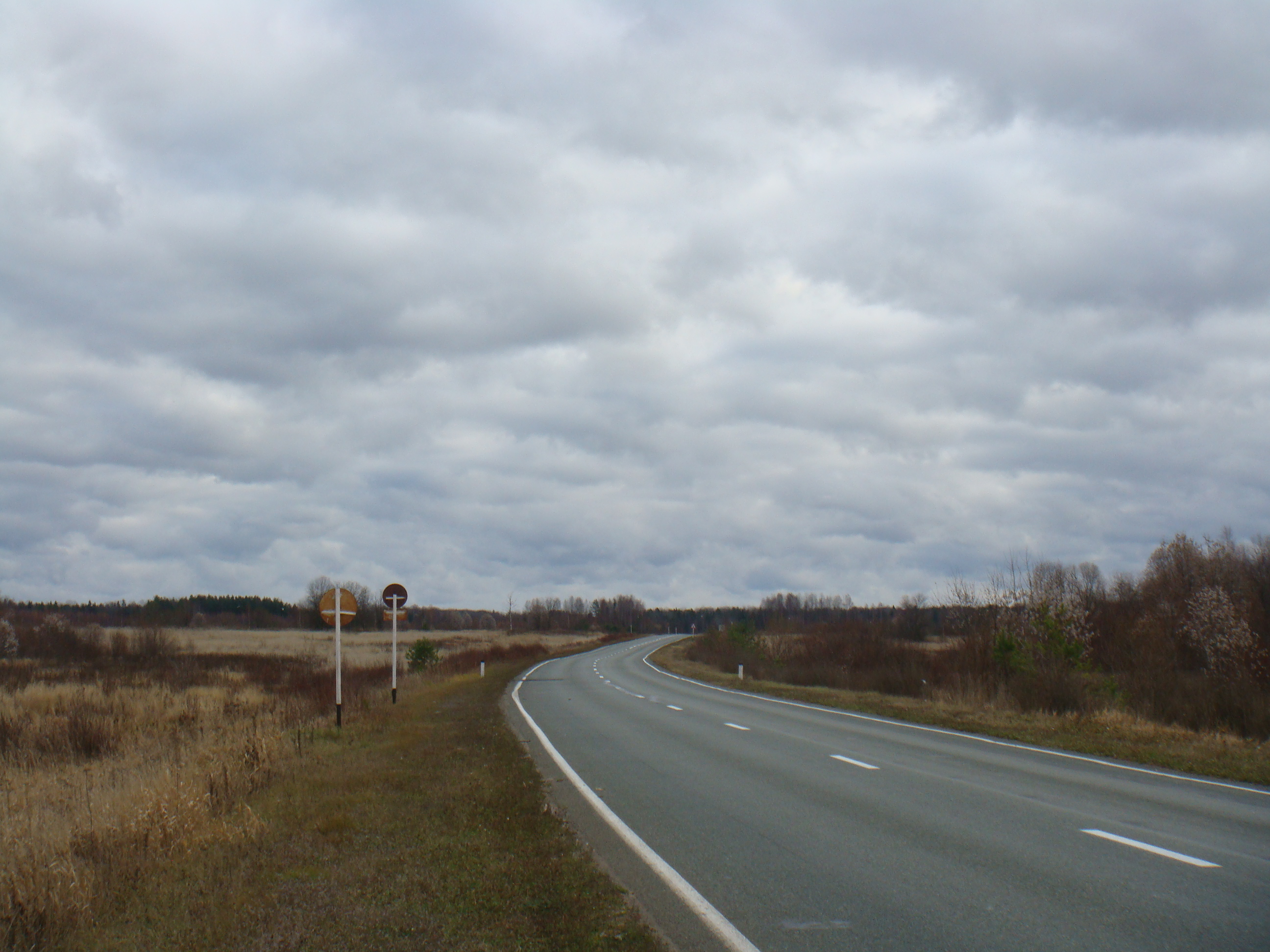

58°18′33″N 47°05′07″E / 58.30917°N 47.08528°E
沙巴利諾區（俄语：Шабалинский район），是俄羅斯的一個區，位於該國西部，由基洛夫州負責管轄，面積3,860平方公里，2010年該區人口10,854，人口密度每平方公里2.81人。